# Acadêmicos de Venda Nova
O Grêmio Recreativo Escola de Samba Acadêmicos de Venda Nova é uma escola de samba de Belo Horizonte

## História
A Escola de Samba foi fundada em 1o. de dezembro de 2004, no bairro São João Batista, Belo Horizonte, por um grupo de familiares. Na casa da matriarca Arabela Gonçalves, seus filhos Marco Aurélio (primeiro presidente e carnavalesco), Francisco, Ricardo e Janaína, além da sua irmã Adélia Rubini, nasceu o sonho de fazer desfilar uma comunidade que não tinha tradição na cultura das escolas de samba. A sede da Agremiação continua na casa da família e os ensaios acontecem, em algumas ocasiões, no asfalto, em plena rua, com o apoio dos figurantes e da vizinhança. Até o presente momento (2024) a Agremiação MULTI CAMPEÃ possui 9 NEGATIVAS DE COMODATO DE UM ESPAÇO PÚBLICO PARA INSTALAÇÃO DE SUA SEDE E OFICINAS. 
2005 - ESTRÉIA! A primeira apresentação ocorreu em 2005 com o enredo “Oh! Abram-alas que Acadêmicos de Venda Nova vai passar”, alcançando o vice-campeonato. Um susto na cidade, acostumada na dobradinha entre suas agremiações principais. O desfile foi preparado em prazo recorde, realizado graças ao apoio maciço de sua comunidade. Mestre Jorginho foi o primeiro mestre da Bateria Venenosa, Popô e Sereia foram o 1o. casal de Mestre-sala e Porta-bandeira, vindos da madrinha sabarense Unidos da Vila, que também emprestou os chassis de 4 pequenos carros-alegóricos e alguns instrumentos musicais para a formação da bateria. Foi um sucesso retumbante!
2006 - Obteve novamente o vice-campeonato com o enredo “Pernambuco – o leão coroado do nordeste”. Apesar de ter sido idealizado em tempo suficiente para ser executado, a subvenção pública só chegou na semana que antecedeu os desfiles. Um grande projeto que não conseguiu ser concretizado na passarela, em sua totalidade. Contudo, graças à uniformidade, ao bom samba-enredo de autoria de Mauro Bainha, à bateria harmoniosa conduzida por mestre Jorginho, e a força da comunidade de Venda Nova, a escola levantou a passarela e arrebatou mais uma posição significativa na história do carnaval de Belo Horizonte.
2007 - “Cafezinho nosso de cada dia”. Foi um susto só. Numa virada de mesa, decidida no apagar das luzes, o que era para ser um CARNAVAL PURAMENTE DE EXIBIÇÃO SEM CONCURSO, tornou-se um concurso e com avaliação de jurados. Sem saber dessas "novas diretrizes", a Venda Nova fez a sua concentração sem a pressa que um CONCURSO OFICIAL imprime, iniciando o seu cortejo com cerca de 40 minutos após o horário estabelecido. A situação adversa se deveu ao atraso na chegada dos ônibus com seus figurantes. Numa apresentação que não se previa um CONCURSO, a escola foi "penalizada" com o total de pontos iguais ao tempo do atraso. Um carnaval que serviu de MARCO INICIAL para a agremiação saber exatamente como atuar junto aos seus pares. E aprendemos!
2008 - O PRIMEIRO TÍTULO foi conquistado em 2008, com um enredo que homenageava o principal rio da cidade, o Rio das Velhas.  A agremiação questionou o por quê maltratamos tanto o maior afluente do Rio São Francisco, para usarmos suas águas para a nossa própria sobrevivência. No desfile, o enredo "Velhas, o rio que corre em mim" exaltou sua origem, na Cachoeira das Andorinhas em Ouro Preto, suas águas límpidas e ricamente povoadas por seres diversos, na região próxima de sua nascente. Depois, passando pelas cidades às suas magens, as fantasias começaram a exibir o lixo e a poluição despejada em suas águas, seja pelos moradores ou pelo imenso parque industrial instalado na RMBH. Uma mensagem de esperança encerrou o desfile, com as principais manifestações culturais e folclóricas praticadas às suas margens.
2009 - A agremiação obteve o BI-CAMPEONATO com o enredo “SOS Planeta Terra – o futuro chegou, e agora?”, onde os desfilantes cantaram pela vida no planeta e pela própria sobrevivência do homem na sua superfície. Gustavo Monteiro, Leco Estrada e Marcelo Roxo foram os autores dos premiadíssimos sambas-enredos que embalaram os títulos de Venda Nova. Alas e alegorias arrebataram público e jurados com um desfile luxuoso, cantado a plenos pulmões pelos integrantes contagiados pelo magnífico samba-enredo. Numa das alegorias flores gigantes abriam e fechavam, exibindo em seu interior, figurantes em intepretação teatral. Um show de carnaval!
2010 - A Acadêmicos de Venda Nova apresentou “Das Minas às Geraes – o cantar de um povo e suas capitais”, sendo vice-campeã num desfile que exaltou as capitais de Minas Gerais: Mariana, Ouro Preto, Belo Horizonte e o novíssimo centro administrativo de MG, no bairro Serra Verde/Venda Nova.
2011 - A escola preparou uma homenagem aos três séculos de história do seu bairro. Francisco José Gonçalves substituiu Marco Aurélio Gonçalves na presidência, tendo este último se tornado o presidente de honra da escola. Na bateria, Mestre Cléber substituiu Mestre Jorginho. A Venda Nova alcançou o 4o. lugar no desfile deste ano. 
2012 - Os 70 anos de vida do artista Milton Nascimento foram cantados no desfile de 2012, onde o mestre-sala foi Léo e a porta-bandeira, Kéle, e duas rainhas de bateria foram empossadas meses antes devido ao empate no concurso realizado. O samba-enredo foi cantado por Álvaro e Marcelo Zói. A colocação final foi a de terceiro lugar.
2013 - Em 2013 o enredo "Sambalelê - Venda Nova desperta a criança em você" conquistou o vice-campeonato. Universos infantis desfilaram na avenida, como o "Universo dos personagens e histórias", "Universo de sonhos e pesadelos", "Universo dos brinquedos e diversões". A dupla Geraldo Magnata e Mário da Viola sagram-se campeões do concurso samba-enredo.
2014 - O título de TRI-CAMPEÃ finalmente veio em 2014 quando Venda Nova apresentou o enredo "5 sentidos numa mesma emoção". Foi aguçando a visão, paladar, olfato e audição que o enredo fez a passarela se arrepiar com uma prévia emocionada do que seria a conquista do hexa-campeonato de futebol na Copa do Brasil. Venda Nova conquistou 8 dos 10 prêmios de excelência nas categorias avaliadas, dentre elas bateria, fantasias e samba-enredo.
2015 - Um novo título de campeã, o TETRA-CAMPEONATO, foi obtido no carnaval de 2015, ano que a Acadêmicos de Venda Nova cantou a história do comércio mundial, desde o escambo, passando pelas descobertas das especiarias do oriente, grandes navegações e a globalização do comércio mundial. O rei Midas foi o personagem que ilustrou o enredo "Tudo que Venda Nova toca vira ouro", forrando a passarela da avenida Afonso Pena de muito ouro, alegria e samba no pé. A Escola de Samba conquistou 9 dos 10 prêmios de melhor quesito do carnaval.
2016 - Um carnaval vice-campeão, a Venda Nova atravessou a Passarela da Av. Afonso Pena com 14 alas e 4 alegorias, com um enredo sobre a cultura queijeira em Minas Gerais. Um grande queijo de 6 metros foi o grande adereço da segunda alegoria, que representou os queijos pelo mundo afora. Encerrando, o desfile uma alegoria imensa mostrava uma alusão ao prédio do Congresso Nacional, em Brasília, feito de queijo e rodeado por ratos, onde os destaques trajavam-se de morcegos e ratazanas.
2017 - "Sonhos de Toninho Veterinário - o mestre-sala dos animais", garantiu o título de PENTA-CAMPEÃ 2017, para a Venda Nova. Num carnaval de muito brilho e originalidade, a Escola de Samba apresentou uma bela homenagem ao veterinário, nascido em Bambuí. O enredo exaltava o amor de todos nós pelos animais, principalmente aos "pets", com os quais dividimos nossas casas e vidas. Dos 8 prêmios especiais atribuídos, Venda Nova ganhou os de melhor bateria, conjunto harmônico, porta-bandeira e mestre-sala, comissão de frente, fantasias, samba-enredo. Foram 4 alegorias e cerca de 500 desfilantes na passarela.
2018 - Para o carnaval a Venda Nova cantou uma das principais atrações turísticas da Capital mineira, a Pampulha e seus grandes monumentos. O enredo "Sou Pampulha, sou carnaval! Patrimônio da cultura mundial!" exaltou a recente inclusão da Lagoa da Pampulha e seus principais monumentos na prestigiada lista dos Patrimônios Culturais da Humanidade. Assim, desfilaram 4 carros alegóricos e 13 alas, em alusão à Casa do Baile, Museu da Pampulha, Pampulha Iate Clube e a conhecidíssima Igreja São Francisco de Assis, com sua fachada de formas arredondadas. Também foram lembrados outros monumentos da região: Estádio do Mineirão, Jardim Zoológico, Borboletário, Aquário da Pampulha, dentre outros. Num erro homérico de sua harmonia, a Bateria Venenosa não ingressou no desfile na ordem estabelecida aos jurados, sendo a agremiação penalizada nos quesitos Enredo e Conjunto Harmônico, valendo-lhe mais um campeonato. Ao final da Apuração, a agremiação alcançou o 3o. lugar dentre as Escolas de Samba de BH.  
2019 - "Ester Sanches - a embaixadora da solidariedade" foi o enredo HEXA-CAMPEÃO de Venda Nova para o carnaval de 2019. Um show de cores, brilho e organização marcou o triunfal desfile carnavalesco, contando com 4 carros alegóricos, 15 alas e mais de 550 desfilantes. O enredo trouxe a história de vida da negra belo-horizontina Ester Sanches, nascida no bairro Glória, que teve em sua trajetória ações filantrópicas, solidárias e voluntárias, dedicadas às causas diversas espalhadas pelo mundo afora. Foi empossada pelo Ministério das Relações Exteriores, por duas gestões, como Representante da Comunidade Brasileira para a América do Norte e Caribe, onde nos representou voluntariamente. Um enredo campeão que cantou a vida e o amor ao próximo.
2020 - Foi um ano de superações tanto da Acadêmicos de Venda Nova quanto da história dos Desfiles das Escolas de Samba de Belo Horizonte. Cantando a vitoriosa carreira do empresário mineiro, no enredo "O poder o acreditar e realizar - as provações de Fabiano Lopes Ferreira", um lindo conjunto de alegorias, adereços e fantasias encantou o público e os jurados presentes na passarela da Av. Afonso Pena, e a agremiação alcançou o vice-campeonato. No caso da agremiação, logo na concentração o principal carro alegórico, o abre-alas, quebrou o eixo frontal e ficou impedido de ser posicionado na pista, causando muita apreensão e preocupação entre os desfilantes e dirigentes da escola. Contudo, mesmo com a ausência do carro alegórico, a Venda Nova desfilou de forma deslumbrante, com ricas fantasias e alegorias, inclusive com o luxo da participação de artistas de Parintins, na confecção dos principais elementos alegóricos que compunham os carros e das muitas estátuas com movimentos robóticos, alcançando o vice-campeonato. Por outro lado, pela primeira vez a Rede Globo de Televisão, através do portal de internet G1, transmitiu ao vivo todo o desfile das 8 escolas de samba postulantes ao título de 2020.
2021-2022 - Devido à Pandemia do Covid-19, Belo Horizonte não realizou o seu carnaval, inclusive o desfile das Escolas de Samba.
2023 - Os tambores e atabaques anunciaram o enredo "África mãe ancestral dos impérios gloriosos" e a Venda Nova desfilou triunfal para o seu HEPTA-CAMPEONATO. Os impérios africanos foram formações de Estado que englobavam vários povos numa entidade, seja através das anexações territoriais decorrentes das conquistas, seja pela abrangência e dominância comercial, política e cultural sobre determinados povos. O pouco conhecimento sobre o continente africano é uma constatação, visto que pouco se propaga as muitas contribuições, dessas civilizações, nos campos econômico, científico e tecnológico. Foram 4 carros alegóricos e 14 reinos representados nas fantasias das alas, musas e destaques. Prêmio especial de melhor Comissão de Frente para Danilo Prímula e Igor Arvelos e melhor Bateria para a Venenosa, comandada mais uma vez por mestre Deley. Exaltemos SEMPRE a mãe África e sejamos portadores de conhecimentos e da história gloriosa dos seus povos, reinos e impérios. Pela primeira vez na história a Rede Globo de Televisão exibe parte dos desfiles ao vivo com enorme repercussão por Minas Gerais.
2024 - Com o enredo "O sertão vai virar mar e o mar vai virar sertão, a Venda Nova voltou 570 milhões de anos no tempo e revelou a existência de um braço do Mar Clymene, inclusive na região mineira onde atualmente corre o Rio São Francisco. O enredo proporcionou o encontro das águas ancestrais de Clymene com as atuais do nosso Velho Chico. O samba-enredo foi composto por Mauro Bainha e seus filhos Victor e Douglas, conduziram o pavilhão azul e rosa Danillo Prímola e Kel Flor, regeu a Bateria Venenosa o Mestre Deley, destacando-se ainda a comissão de frente aos comandos de Ígor Arvelos, a Rainha da Bateria Jerlúcia Angolana e seu Rei Naim. Foram 4 carros alegóricos, 1 elemento cenográfico tripé, 15 alas e fabulosos  destaques e musas. Prêmio especial de melhor Bateria para a Venenosa. Os desfiles foram transmitidos "ao vivo" para mais de 300 município de Minas Gerais, pela Rede Minas de Televisão.

## Carnavais
| Ano  | Colocação          | Grupo    | Enredo                                                                                                   | Carnavalesco                                    | Intérprete                                       | Ref.               |
| ---- | ------------------ | -------- | --- | ----------------------------------------------- | ------------------------------------------------ | ------------------ |
| 2005 | Vice-campeã        | Especial | Oh, abram-alas que Acadêmicos de Venda Nova vai passar                                                   | Arabela Gonçalves e Marco Aurélio               |                                                  |                    |
| 2006 | Vice-campeã        | Especial | Pernambuco - O leão coroado do nordeste                                                                  | Arabela Gonçalves e Marco Aurélio               |                                                  |                    |
| 2007 | 7º lugar           | Especial | Cafezinho nosso de cada dia                                                                              | Arabela Gonçalves e Marco Aurélio               |                                                  |                    |
| 2008 | Campeã             | Especial | Velhas, o rio que corre em mim                                                                           | Arabela Gonçalves e Marco Aurélio               |                                                  | [ 5 ]              |
| 2009 | Campeã             | Especial | SOS planeta Terra - O futuro chegou, e agora?                                                            | Arabela Gonçalves e Marco Aurélio               |                                                  |                    |
| 2010 | Vice-campeã        | Especial | Das Minas às Geraes - o cantar de um povo e suas capitais                                                | Arabela Gonçalves e Marco Aurélio               |                                                  |                    |
| 2011 | 4º lugar           | Especial | Venda Nova TRIcentenária - um carnaval de presente                                                       | Arabela Gonçalves e Marco Aurélio               |                                                  |                    |
| 2012 | 3º lugar           | Especial | Travessia em MilTons                                                                                     | Arabela Gonçalves e Marco Aurélio               |                                                  | [ 1 ]              |
| 2013 | Vice-campeã        | Especial | SAMBALELÊ - Venda Nova desperta a criança em você!                                                       | Arabela Gonçalves, Marco Aurélio, Aloiz Marinho | Marcelo Zói e Álvaro Ferreira                    | [ 2 ]              |
| 2014 | Campeã             | Especial | 5 Sentidos numa mesma emoção!                                                                            | Arabela Gonçalves e Marco Aurélio               | Marcelo Zói, Lulu do Império, Wander             | [ 6 ] [ 7 ]        |
| 2015 | Campeã             | Especial | Tudo que Venda Nova toca vira ouro                                                                       | Arabela Gonçalves e Marco Aurélio Gonçalves     | Valdir Alkimia, Marcelo Zói, Olodum              |                    |
| 2016 | Vice-campeã        | Especial | Uai, Venda Nova manda queijos e beijos procês! (Compositores: Mauro Bainha, Victor V.D.S, Douglas Silva) | Arabela Gonçalves e Marco Aurélio Gonçalves     |                                                  | [ 8 ] [ 9 ] [ 10 ] |
| 2017 | Campeã             | Especial | Sonhos de Toninho Veterinário, o mestre-sala dos animais.                                                | Arabela Gonçalves e Marco Aurélio Gonçalves     |                                                  |                    |
| 2018 | 3º lugar           | Especial | Sou Pampulha, sou carnaval! Patrimônio da cultura mundial                                                | Arabela Gonçalves e Marco Aurélio Gonçalves     |                                                  | [ 11 ]             |
| 2019 | Campeã             | Especial | Ester Sanches - A Embaixadora da Solidariedade.                                                          | Arabela Gonçalves e Marco Aurélio Gonçalves     |                                                  |                    |
| 2020 | Vice-campeã        | Especial | O poder o acreditar e realizar - as provações de Fabiano Lopes Ferreira                                  | Arabela Gonçalves e Marco Aurélio Gonçalves     | The Best, Valdir Alkimia, Bruno Souza, Eliete Ná |                    |
| 2021 | Não houve Carnaval |          | |                                                 |                                                  |                    |
| 2022 | Não houve Carnaval |          | |                                                 |                                                  |                    |
| 2023 | Campeã             | Especial | África mãe ancestral dos impérios gloriosos                                                              | Marco Aurélio Gonçalves e Comissão de Carnaval  | The Best, Valdir Alkimia, Marcelo Zói            |                    |
| 2024 | 5º lugar           | Especial | O sertão vai virar mar e o mar vai virar sertão                                                          | Marco Aurélio Gonçalves e Comissão de Carnaval  | The Best, Valdir Alkimia, Marcelo Zói, Eliete Ná |                    |

## Presidentes
| Nome                    | Mandato           | Ref.  |
| ----------------------- | ----------------- | ----- |
| Marco Aurélio Gonçalves | 2005 - 2012       |       |
| Kiko Gonçalves          | 2013 - atualidade | [ 2 ] |

## Presidentes de honra
| Nome                    | Mandato           | Ref.  |
| ----------------------- | ----------------- | ----- |
| Marco Aurélio Gonçalves | 2013 - atualidade | [ 2 ] |

## Mestres da Bateria Venenosa
| Ano                  | Mestre              | Ref. |
| -------------------- | ------------------- | ---- |
| 2005 a 2010          | Mestre Jorginho     |      |
| 2011                 | Mestre Cleber       |      |
| 2012 a 2016          | Mestre Rafael Leite |      |
| 2017 aos dias atuais | Mestre Deley        |      |

## Mestres-salas e Porta-bandeiras
| Ano  | Casal                          | Ref.  |
| ---- | ------------------------------ | ----- |
| 2005 | Popô e Gabriela Sereia         | [ 2 ] |
| 2006 | Leo Venda Nova e Kele Cristina |       |
| 2007 | Leo de Jesus e Kele Cristina   |       |
| 2008 | Leo de Jesus e Kele Cristina   |       |
| 2009 | Leo de Jesus e Kele Cristina   |       |
| 2010 | Leo de Jesus e Kele Cristina   |       |
| 2011 | Leo de Jesus e Kele Cristina   |       |
| 2012 | Leo de Jesus e Kele Cristina   |       |
| 2013 | Denis Black e Kele Cristina    |       |
| 2014 | Denis Black e Kele Cristina    |       |
| 2015 | Denis Black e Kele Cristina    |       |
| 2016 | Denis Black e Iara Luiza       |       |
| 2017 | Denis Black e Kel Flor         |       |
| 2018 | Denis Black e Iara Luiza       |       |
| 2019 | Denis Black e Iara Luiza       |       |
| 2020 | Douglas Gonzales e Iara Luiza  |       |
| 2023 | Leo Sotero e Kel Flor          |       |
| 2024 | Danillo Prímola e Kel Flor     |       |

## Rainhas de bateria
| Ano  | Rainha                                          | Ref.  |
| ---- | ----------------------------------------------- | ----- |
| 2005 | Charlie                                         | [ 2 ] |
| 2006 | Daniela Sereia                                  |       |
| 2007 | Alessandra Globelleza                           |       |
| 2008 | Amanda Oliveira                                 |       |
| 2009 | Mônica Carvalho                                 |       |
| 2010 | Danielle                                        |       |
| 2011 | Camila Adelino                                  |       |
| 2012 | Tamires Nunes e Gláucia Marques                 |       |
| 2013 | Yaralis Teles                                   |       |
| 2014 | Jéssica Diniz e princesa Amanda                 |       |
| 2015 | Tamires Nunes                                   |       |
| 2016 | Gabriela Alves                                  |       |
| 2017 | Leide Araújo                                    |       |
| 2018 | Kel Flor                                        |       |
| 2019 | Malu Agatão                                     |       |
| 2020 | Efigênia Maria                                  |       |
| 2023 | Raissa Medeiros, Leo de Jesus, Nathália Deodato |       |
| 2024 | Jerlúcia Angolana e Naim                        |       |